# Кипиновці
Кипи́новці (болг. Къпиновци) — село в Разградській області Болгарії. Входить до складу общини Ісперих.

## Населення
За даними перепису населення 2011 року у селі проживали 219 осіб.
Національний склад населення села:
| Національність   | Кількість осіб | Відсоток |
| ---------------- | -------------- | -------- |
| турки            | 210            | 95,9%    |
| цигани           | 8              | 3,7%     |
| інша             | 0              | 0%       |
| Всього відповіли | 219            |          |

Розподіл населення за віком у 2011 році:
Динаміка населення: